# Cogolls
Cogolls és un poble que pertany al municipi de les Planes d'Hostoles, a la comarca de la Garrotxa. Era un ens local a principis del Segle XIX, però amb la fi del règim senyorial va passar a formar part del municipi de Sant Feliu de Pallerols. Més endavant, el 1872, es va formar el nou municipi de Les Planes d'Hostoles que va incloure el terme de Cogolls i també de Les Encies.
L'església parroquial romànica del segle x, Sant Cristòfol de Cogolls, és el principal nucli del poble. També és rellevant l'ermita de Sant Pelegrí, del segle xix.

## Altres elements d'interès
- Festa de Cogolls. Se celebra cada segon diumenge d'octubre al prat de Sant Pelegrí, on abans de l'arrossada popular, cuinada pels veïns de Cogolls, es fa una missa amb la tradicional venda d'espelmes.
- La popular gorga del Molí dels Murris.